# Gunnar Wennerström
Gunnar Erik Emanuel Wennerström (født 27. juni 1879, død 2. juni 1931) var en svensk vandpolospiller og svømmer som deltog i OL 1908 i London.

Wennerström stillede ved OL 1908 i London op i 1500 m fri, hvor han blev nummer to i sit indledende heat i tiden 27.15,4, hvilket ikke var nok til kvalifikation til semifinalen. Han var også med på holdet i 4×200 m fri, som blev nummer tre i indledende heat, hvilket ikke var nok til at sikre en finaleplads. Han klarede sig bedst som en del af det svenske vandpolohold, som kom på en tredjeplads i vandpoloturneringen og dermed vandt bronze.